# Юліана (королева Нідерландів)
Юліана Емма Луїза Марія Вільгельміна Орансько-Нассауська (нід. Juliana Emma Louise Marie Wilhelmina van Oranje-Nassau, МФА: [ˌjyliˈjaːna]; 30 квітня 1909, Гаага, Нідерланди — 20 березня 2004, Барн, Утрехт, Нідерланди) — королева Нідерландів з Орансько-Насауської династії від часу зречення її матері Вільгельміни у 1948 році і до 1980 року, коли сама Юліана зреклася корони на користь своєї дочки Беатрікс. Далі до самої смерті мала титул принцеси Нідерландів.

## Політична діяльність

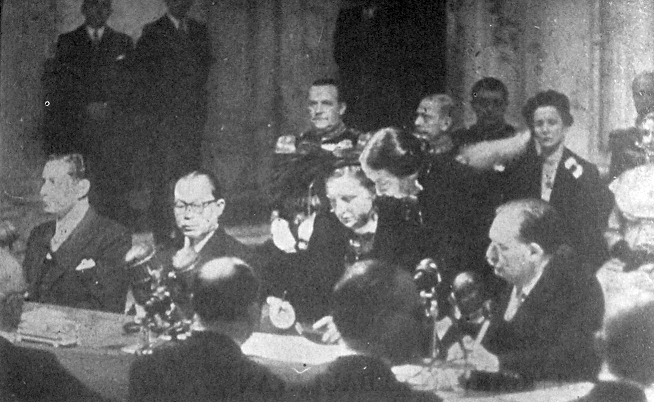
Королева Юліана підписує документ про визнання Нідерландами Індонезії. Праворуч — віце-президент Індонезії Мохаммад Хатта

1948 відбулась церемонія інтронізації нової королеви Нідерландів Юліани.
27 грудня 1949 року Юліана як королева Нідерландів підписала угоду про надання суверенітету Індонезії. Ця угода поклала край чотирирічним воєнним діям між Нідерландами зі Сполученим Королівством, з одного боку, та Сполученими Штатами Індонезії з іншого .

## Ушанування

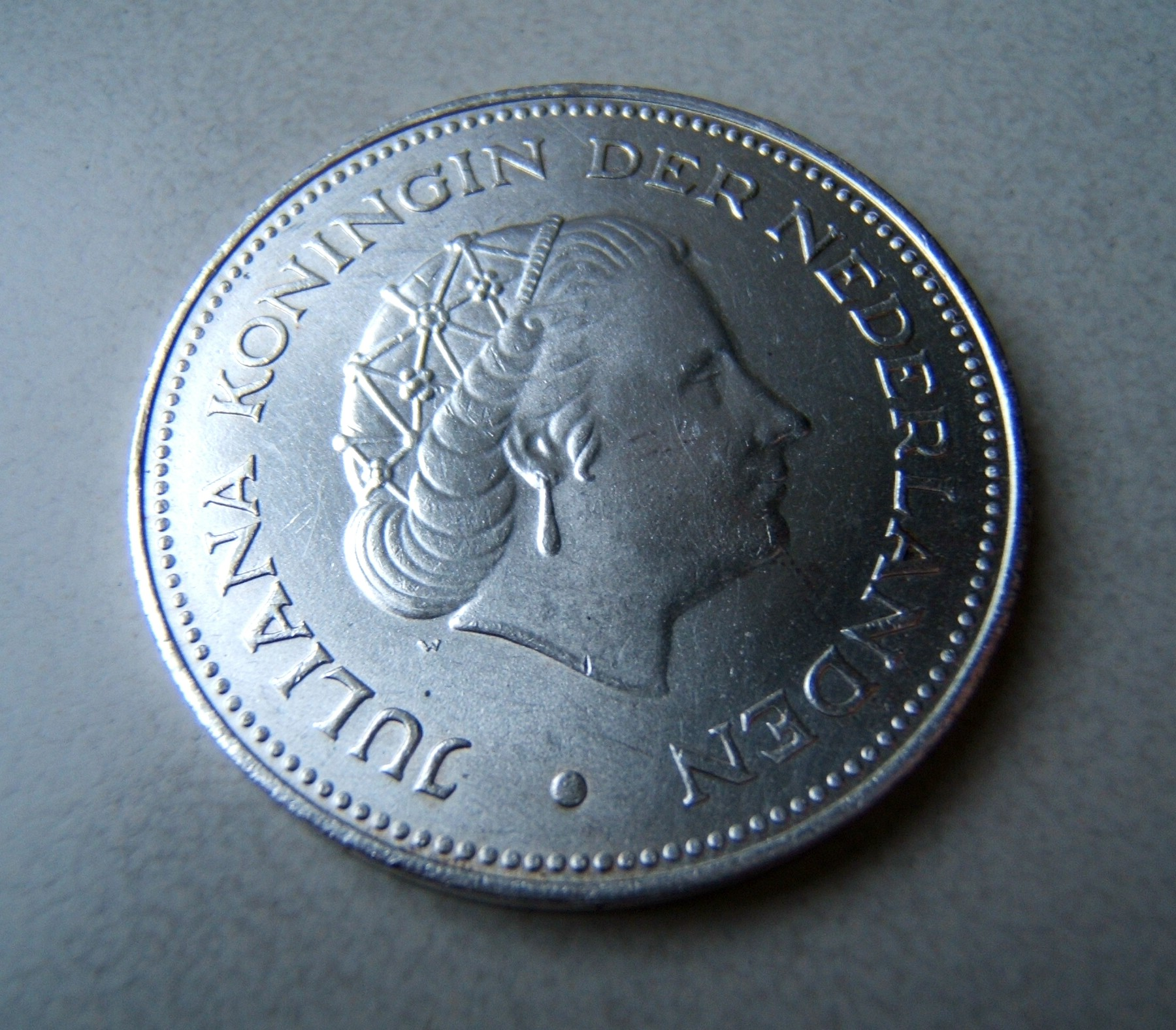
Нідерландський гульден з портретом королеви Юліани.

Хоча Юліана зреклася престолу у 1980 році, Нідерланди й досі святкують її день народження, 30 квітня, як національне свято — День королеви.
У 1949—1951 роках у Нідерландах випущено серію поштових марок із портретом королеви збоку.
На честь королеви Юліани названо топоніми:
- Юліанадорп — місто у провінції Північна Голландія.
- Гора Юліана — найвища гора Суринаму.
- Юліана-канал — канал на півдні Нідерландів.
- Аеропорт Принцеси Юліани — аеропорт на острові Сен-Мартен.